# Interstate 283
Pour les articles homonymes, voir Route 283.
L'Interstate 283 (I-283) est une autoroute auxiliaire de l'est de Harrisburg, en Pennsylvanie. Elle suit un trajet depuis l'échangeur avec l'I-76 (Pennsylvania Turnpike) vers le nord jusqu'à l'échangeur avec l'I-83 / US 322 / Capital Beltway. La PA 283 continue vers le sud-est depuis la fin de l'I-283 jusqu'à Lancaster.

## Description du tracé
L'I-283 débute à l'échangeur avec l'I-76 (Pennsylvania Turnpike) à Lower Swatara Township. Juste après l'échangeur se trouve un poste de péage. L'autoroute poursuit alors vers le nord et croise immédiatement la PA 283. L'I-283 continue vers le nord-ouest en passant près de quartiers commerciaux pour ensuite passer dans une zone agricole. L'autoroute entre à nouveau dans une zone commerciale en croisant la PA 441. Après cette sortie, l'autoroute continue vers le nord et passe par un quartier industriel, à la suite de quoi elle rencontre son terminus nord à la jonction avec l'I-83 / US 322 (Capital Beltway).

## Liste des sorties
| Interstate 283 |                        |      |      |        |                                                                   |                                              |
| Comté          | Municipalité           | mi   | km   | Sortie | Intersections / Destinations                                      | Notes                                        |
| Dauphin        | Lower Swatara Township | 0,00 | 0,00 | —      | I-76 Toll / Penna Turnpike – Philadelphie, Pittsburgh             | Sortie 247 de l'I-76                         |
| Dauphin        | Lower Swatara Township | 0,02 | 0,03 | 1A     | PA 283 (en) est – Aéroport international de Harrisburg, Lancaster | Dernière sortie direction sud avant le péage |
| Dauphin        | Lower Swatara Township | 0,02 | 0,03 | 1B     | Vers PA 230 (en) – Highspire                                      | Dernière sortie direction sud avant le péage |
| Dauphin        | Swatara Township       | 1,86 | 2,99 | 2      | PA 441 (en) – Swatara                                             |                                              |
| Dauphin        | Swatara Township       | 2,91 | 4,68 | 3A     | I-83 sud – Harrisburg                                             | Terminus nord; sortie 46A de l'I-83          |
| Dauphin        | Swatara Township       | 2,91 | 4,68 | 3B     | I-83 nord / US 322 ouest vers I-81 – Hazleton, State College      | Terminus nord; sortie 46A de l'I-83          |
| Dauphin        | Swatara Township       | 2,91 | 4,68 | 3C     | US 322 est – Hershey                                              | Terminus nord; sortie 46A de l'I-83          |
| - Péage        |                        |      |      |        |                                                                   |                                              |